# Racomitrium muticum
Racomitrium muticum är en bladmossart som beskrevs av Arne Arnfinn Frisvoll 1983. Racomitrium muticum ingår i släktet raggmossor, och familjen Grimmiaceae. Inga underarter finns listade i Catalogue of Life.